# Wereldgezondheidsdag
Wereldgezondheidsdag (Engels: World Health Day) is een themadag die op initiatief van de Wereldgezondheidsorganisatie (WHO) op 7 april van elk jaar — de dag waarop deze is opgericht — wordt gehouden.
Armoede, het ontbreken van goed onderwijs, ondoelmatig gezondheidsbeleid en -zorg, zijn items die veel ziektes en problemen in de hand werken.
De bedoeling van deze dag is om deze — maar zeker ook ziektes die anders in de taboe-sfeer zouden blijven hangen — bespreekbaar te maken.

## Thema’s
Ieder jaar krijgt de dag een thema mee.
- 1995: Bestrijding van Polio (Global Polio Eradication)
- 1996: Gezonde leefomgeving (Healthy Cities for Better Life)
- 1997: Infectieziekten (Emerging Infectious Diseases)
- 1998: Het moederschap (Safe Motherhood)
- 1999: Actieve ouderen maken het verschil (Active Aging Makes the Difference)
- 2000: Bloeddonaties (Safe Blood Start with Me)
- 2001: Geestelijke gezondheidszorg : Stop uitsluiting en durf er wat om te geven. (Mental Health: Stop Exclusion, Dare to Care)
- 2002: Beweeg voor gezondheid (Move for Health)
- 2003: Creëer de toekomst: Een gezonde leefomgeving voor kinderen (Shape the Future of Life: Healthy Environments for Children)
- 2004: Verkeersveiligheid (Road safety)
- 2005: Zorgen dat elke moeder en kind meetelt (Make every mother and child count)
- 2006: Tezamen werken aan gezondheid (Working together for health)
- 2007: Investeren in gezondheid (International health security)
- 2008: Gezondheid ten gevolge van klimaatverandering (Protecting health from the adverse effects of climate change)
- 2009: Red levens, Zorg dat ziekenhuizen voldoende gezondheidsfacliteiten hebben en veilig zijn. Ook in noodgevallen (Save lives, Make Hospitals Safe in Emergencies)
- 2010: Verstedelijking en gezondheid: maak steden gezonder (1000 Cities, 1000 Lives. Urbanisation and health: make cities healthier.)
- 2011: Anti-microbiële resistentie: geen actie vandaag, geen genezing morgen (Anti-microbial resistance: no action today, no cure tomorrow)
- 2012: Een goede gezondheid verlengt het leven ('Ageing and Health ". Good Health adds life to years)
- 2013: Hoge bloeddruk (High Blood Pressure)
- 2014: Vector, overbrenger van ziekten. Een kleine beet, een groot gevolg. (Vector-borne diseases: small bite, big threat
- 2015: Voedselveiligheid. (Food safety)
- 2016: Rem de opkomst van Diabetes (Halt the rise: beat diabetes)
- 2017: Depressie. Laten we erover praten. (Depression: Let's talk)
- 2018: Gezondheidszorg voor iedereen en overal. (Universal health coverage: everyone, everywhere)
- 2019: Wereldwijd eerstelijns gezondheidszorg. (Primary health care and universal health coverage)
- 2020: Jaar van de verpleegkundige en verloskundige. (Year of the Nurse and the Midwife)